# Sexten
Sexten je komuna v autonomní provincii Bolzano v Itálii. Komuna je vyhledávána pro zimní i letní sporty v horách.
Dle sčítání lidu v roce 2018 zde žilo 1 906 obyvatel. Většina obyvatel mluví německy.

## Geografie
Sexten leží v Pusterském údolí, nedaleko Innichenu a Toblachu a protéká zde řeka Dráva. Okres sousedí s východním Tyrolskem, Rakouskem a tvoří hranici s Karnskými Alpami. Na jihu leží Sextenské Dolomity a park, ve kterém se nachází Tre Cime di Lavaredo.
Ve směru hodinových ručiček sousedí tato komuna s Toblachem, Innichenem, Sillianem (Rakousko), Kartitschem (Rakousko), Comelicem Superiorem a Auronzem di Cadorem.

## Historie

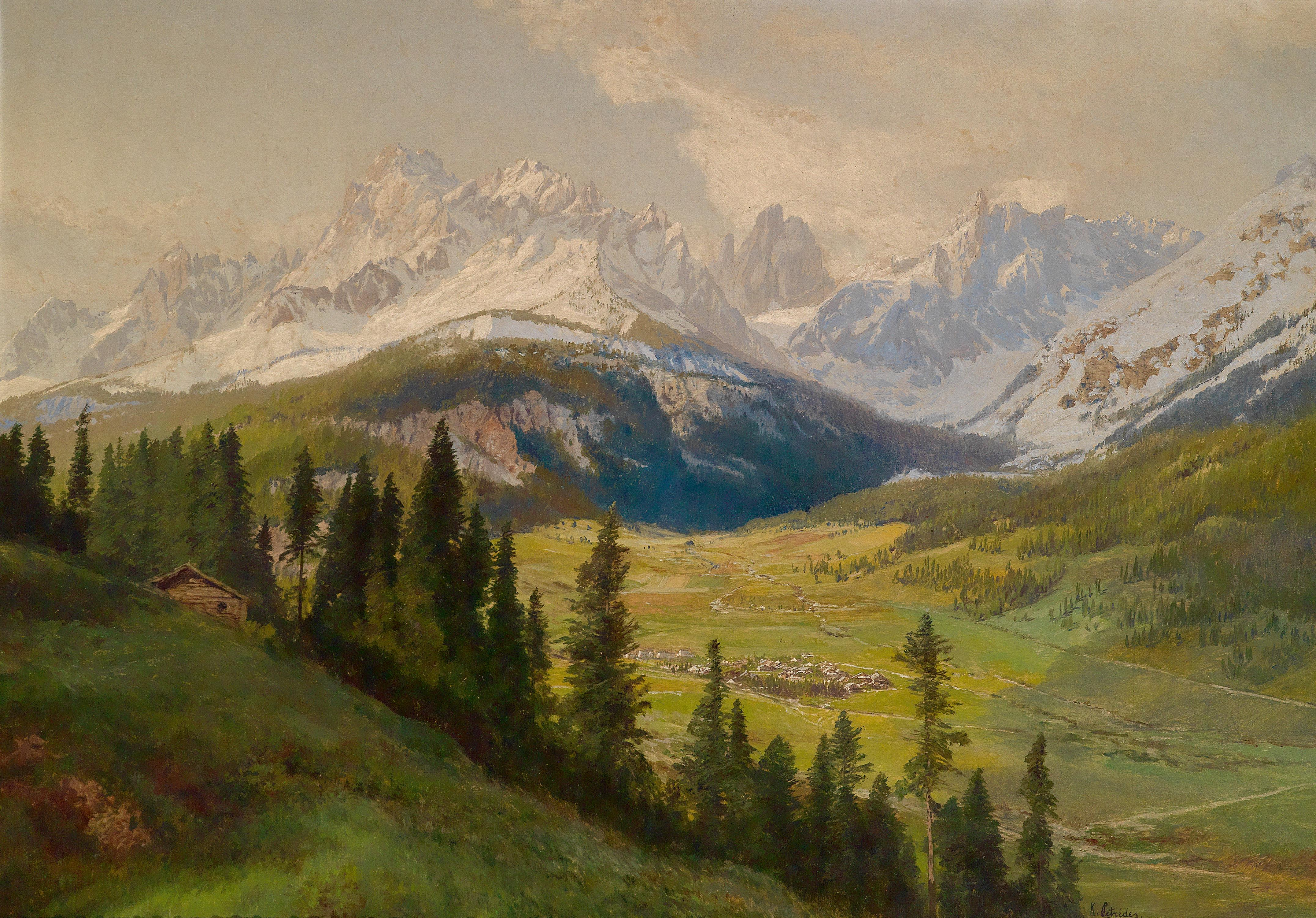
Hisotrický pohled na Sexten a Sextenské Dolomity v olejové malbě od Konrada Petridese

Název vesnice je latinského původu. Vznikl se slovního spojení ad horam sexta, což znamená „v šest hodin“. Část názvu sexta je dokumentována od roku 965. Během první světové války ležel Sexten na frontě mezi Itálií a Rakousko-Uherskem a utrpěl velké škody.

## Znak
Znak je azurově modrý a obsahuje tři stříbrné tinktury se sobolem ve středu; tři tinktury symbolizují Tre Cime di Lavaredo. Znak byl přidělen v roce 1972, ale byl používán i před první světovou válkou.

## Partnerská města
Sexten je partnerským městem s:
- Sankt Veit in Defereggen, Rakousko
- Zermatt, Švýcarsko

## Významné osobnosti
- Sepp Forcher (* 1930), televizní moderátor
- Patrick Holzer (* 1970), lyžař
- Veit Königer (1729–1792), sochař
- Jannik Sinner (* 2001), tenista